# Tina Truog-Saluz
Œuvres principales
Peider Andri, 1921
Die Dose der Frau Mutter, 1921
Tina Truog-Saluz, née le 10 décembre 1882 à Coire et morte le 25 mars 1957 dans la même ville, est un écrivain suisse d'expression allemande.
Elle est l'auteur de deux romans parus en 1921 qui la font connaître internationalement : Peider Andri et Die Dose der Frau Mutter. 

## Biographie

### Origines et famille
Tina Truog-Saluz naît Tina Theresa Saluz le 10 décembre 1882 à Coire, dans le canton des Grisons, en Suisse. Elle est originaire du même lieu et, à la suite de son mariage, de Grüsch, Schiers et Lavin, dans le même canton,.
Son père, Peter Otto Saluz, est ingénieur aux Chemins de fer rhétiques ; sa mère, née Cornelia Schulthess et issue d'une famille aristocratique argovienne, est la sœur du conseiller fédéral Edmund Schulthess et de l'orthopédiste Wilhelm Schulthess (de),,. La famille compte trois filles, dont Tina Truog-Saluz est la benjamine.
Elle épouse en 1906 Werner Truog, droguiste à Coire. Ils ont un fils, Gaudenz Otto Truog, né en 1908.

### Enfance et études
Tina Truog-Saluz vit à Coire jusqu'à l'âge de cinq ans. Elle est scolarisée à Berne, où son père a décroché un emploi, puis à partir de la quatrième année du degré secondaire inférieur à Coire, où elle a notamment Leonhard Ragaz comme enseignant. Après avoir obtenu un diplôme d'institutrice à Coire en 1901, elle fait des voyages d'études à Genève, où elle suit des cours au collège pendant un an, et à Florence,. 

### Œuvre
Tina Truog-Saluz publie de premières nouvelles dans la presse locale à partir de 1918,. 
Elle connaît une notoriété internationale avec les romans Peider Andri et Die Dose der Frau Mutter, publiés tous deux en 1921 et réédités à plusieurs reprises. Ses ouvrages mettent en valeur l'amour du prochain, la bonté et la fidélité. Ses personnages sont souvent des femmes dévouées, conscientes de leur devoir, mais aussi de leur valeur. 
Son œuvre constitue une source importante pour la recherche ethnologique en Engadine. 

### Fin de vie, mort et sépulture
Les dernières années de la vie de Tina Truog-Saluz sont marquées par la maladie, qui l'obligent à de fréquents séjours à l'hôpital. Elle passe ses derniers mois à l'asile des malades Sand de Coire, où elle meurt le 25 mars 1957, à l'âge de 74 ans,.
Elle est inhumée au cimetière de Daleu (de).

## Prix et distinction
- 1936 : prix d'honneur de la Fondation Schiller suisse (de)[2]
- 1952 : citoyenneté d'honneur de la commune de Lavin[1]

## Œuvres
- Peider Andri, 1921
- Die Dose der Frau Mutter, 1921